# Coppa Italia 2016-2017
La Coppa Italia 2016-2017 è stata la 70ª edizione della manifestazione calcistica. È iniziata il 29 luglio 2016 e si è conclusa il 17 maggio 2017.
Il trofeo è stato vinto dalla Juventus, che si è aggiudicata il torneo per il terzo anno consecutivo, stabilendo un primato mai riuscito a nessuna squadra italiana.

## Formula
La formula della manifestazione, alla quale partecipano 78 società (20 di Serie A, 22 di Serie B, 27 di Lega Pro e 9 di Serie D), è la stessa delle otto precedenti edizioni.
La competizione è interamente ad eliminazione diretta. Con eccezione delle semifinali, tutti i turni si svolgono in gara unica, con eventuali tempi supplementari e calci di rigore. Le semifinali saranno invece disputate con gare di andata e ritorno, col meccanismo delle coppe europee, ovvero in caso di pareggio dopo 180 minuti a passare il turno è la squadra che ha segnato il maggior numero complessivo di reti nelle due partite o, in caso di parità nelle reti complessive, il maggior numero di reti in trasferta; in caso di parità anche nei gol segnati fuori casa si procede con i tempi supplementari e in caso di ulteriore parità con i calci di rigore.
Il sorteggio del tabellone sarà effettuato all'interno della propria fascia di ranking e a ciascuna squadra è assegnato un numero di tabellone tramite sorteggio, eccezion fatta per le squadre che entrano in gioco al terzo turno, il cui numero dipende dalla posizione in classifica nell'anno precedente.
Nei turni in partita unica usufruisce del fattore campo la squadra con il numero di tabellone migliore (indipendentemente se assegnato per merito o per sorteggio). Nelle semifinali tale criterio dà diritto a disputare in casa la gara di ritorno. In caso di concomitanze di gare casalinghe per squadre che giocano sullo stesso campo, vengono disposte automatiche inversioni di campo, privilegiando la detentrice del trofeo o la squadra con miglior classifica nei campionati della stagione precedente. Tali inversioni di campo non avvengono negli ottavi di finale, dove le gare vengono spalmate su più settimane.
|                                         | Squadre che entrano in questo turno | Squadre qualificate dal turno precedente     |
| --------------------------------------- | --- | -------------------------------------------- |
| Primo turno eliminatorio (36 squadre)   | - 27 squadre di Lega Pro con numero 43-78 - 4 squadre retrocesse dalla Serie B 2015-2016 - 8 squadre dal girone A della Lega Pro 2015-2016 (dal 2º al 9º posto) - 7 squadre dal girone B della Lega Pro 2015-2016 (dal 3º al 9º posto) - 8 squadre dal girone C della Lega Pro 2015-2016 (dal 2º al 9º posto) - 9 squadre di Serie D con numero 61-78 - Seconde classificate di ogni girone del campionato di Serie D 2015-2016. Ciononostante, alcune società non hanno confermato la propria adesione, venendo così sostituite da squadre classificate dal 3º posto in poi. |                                              |
| Secondo turno eliminatorio (40 squadre) | - 22 squadre di Serie B con numero 21-42 - 3 squadre retrocesse dalla Serie A 2015-2016 - 15 squadre dalla Serie B 2015-2016 (dal 5º al 18º posto + perdente play-off) - 4 squadre promosse dalla Lega Pro 2015-2016 | - 18 vincenti del primo turno eliminatorio   |
| Terzo turno eliminatorio (32 squadre)   | - 12 squadre di Serie A con numero 9-20 - 9 squadre dalla Serie A 2015-2016 (dal 9º al 17º posto) - 3 squadre promosse dalla Serie B 2015-2016 | - 20 vincenti del secondo turno eliminatorio |
| Quarto turno (16 squadre)               | | - 16 vincenti del terzo turno eliminatorio   |
| Fase finale (16 squadre)                | - 8 squadre di Serie A con numero 1-8 - 8 squadre dalla Serie A 2015-2016 (dal 1º all'8º posto) | - 8 vincenti del quarto turno                |

## Squadre
| Ottavi di finale | Ottavi di finale    | Ottavi di finale    | Ottavi di finale   |
| ---------------- | ------------------- | ------------------- | ------------------ |
| Napoli (1)       | Inter (3)           | Milan (5)           | Sassuolo (7)       |
| Roma (2)         | Juventus (4)        | Lazio (6)           | Fiorentina (8)     |
| Terzo turno      |                     |                     |                    |
| Chievo (9)       | Torino (12)         | Sampdoria (15)      | Cagliari (18)      |
| Empoli (10)      | Atalanta (13)       | Palermo (16)        | Crotone (19)       |
| Genoa (11)       | Bologna (14)        | Udinese (17)        | Pescara (20)       |
| Secondo turno    |                     |                     |                    |
| Frosinone (21)   | Trapani (27)        | Novara (33)         | Brescia (39)       |
| Verona (22)      | Cittadella (28)     | Latina (34)         | Salernitana (40)   |
| SPAL (23)        | Pro Vercelli (29)   | Cesena (35)         | Benevento (41)     |
| Spezia (24)      | Ascoli (30)         | Ternana (36)        | Pisa (42)          |
| Bari (25)        | Vicenza (31)        | Perugia (37)        |                    |
| Avellino (26)    | Virtus Entella (32) | Carpi (38)          |                    |
| Primo turno      |                     |                     |                    |
| Maceratese (43)  | Reggiana (52)       | Montecatini (61)    | AltoVicentino (70) |
| Alessandria (44) | Cremonese (53)      | Pontedera (62)      | Tuttocuoio (71)    |
| Pordenone (45)   | Padova (54)         | Messina (63)        | Südtirol (72)      |
| Carrarese (46)   | Bassano Virtus (55) | FC Francavilla (64) | Juve Stabia (73)   |
| Matera (47)      | Cosenza (56)        | Frattese (65)       | Caronnese (74)     |
| Livorno (48)     | Modena (57)         | Fidelis Andria (66) | Arezzo (75)        |
| Ancona (49)      | Siena (58)          | Seregno (67)        | Grosseto (76)      |
| Casertana (50)   | Foggia (59)         | Fermana (68)        | Teramo (77)        |
| Lecce (51)       | Como (60)           | Feralpisalò (69)    | Campodarsego (78)  |

## Date
Le date dei turni della Coppa Italia 2016-2017 sono state comunicate il 17 maggio 2016. Il sorteggio del tabellone viene effettuato il 21 luglio 2016, ore 15:00 CET, nella "sala Assemblea" della sede della Lega Serie A a Milano.
| Fase              | Turno            | Sorteggio                             | Andata                            | Ritorno                           |
| ----------------- | ---------------- | ------------------------------------- | --------------------------------- | --------------------------------- |
| Turni eliminatori | 1º turno         | 21 luglio 2016, ore 15:00 CEST Milano | 29-30-31 luglio 2016              | 29-30-31 luglio 2016              |
| Turni eliminatori | 2º turno         | 21 luglio 2016, ore 15:00 CEST Milano | 5-6-7-8 agosto 2016               | 5-6-7-8 agosto 2016               |
| Turni eliminatori | 3º turno         | 21 luglio 2016, ore 15:00 CEST Milano | 12-13-14-15 agosto 2016           | 12-13-14-15 agosto 2016           |
| Turni eliminatori | 4º turno         | 21 luglio 2016, ore 15:00 CEST Milano | 29-30 novembre-1º dicembre 2016   | 29-30 novembre-1º dicembre 2016   |
| Fase finale       | Ottavi di finale | 21 luglio 2016, ore 15:00 CEST Milano | 10-11-12-17-18-19 gennaio 2017    | 10-11-12-17-18-19 gennaio 2017    |
| Fase finale       | Quarti di finale | 21 luglio 2016, ore 15:00 CEST Milano | 24-25-31 gennaio-1º febbraio 2017 | 24-25-31 gennaio-1º febbraio 2017 |
| Fase finale       | Semifinali       | 21 luglio 2016, ore 15:00 CEST Milano | 28 febbraio-1º marzo 2017         | 4-5 aprile 2017                   |
| Fase finale       | Finale           | 21 luglio 2016, ore 15:00 CEST Milano | 17 maggio 2017                    | 17 maggio 2017                    |

## Partite

### Turni eliminatori

#### Primo turno
| Squadra 1      | Risultato       | Squadra 2       |
| -------------- | --------------- | --------------- |
| Cosenza        | 1 - 0           | Frattese        |
| Modena         | 2 - 0           | FC Francavilla  |
| Ancona         | 4 - 3           | Südtirol        |
| Livorno        | 1 - 3           | Juve Stabia     |
| Matera         | 3 - 0           | (tav.)Caronnese |
| Feralpisalò    | 2 - 3 (dts)     | Reggiana        |
| Cremonese      | 4 - 3           | Fermana         |
| Como           | 3 - 0           | Montecatini     |
| Padova         | 0 - 0 (3-4 dcr) | Seregno         |
| Foggia         | 3 - 1           | Pontedera       |
| Lecce          | 2 - 1           | AltoVicentino   |
| Alessandria    | 2 - 1           | Teramo          |
| Campodarsego   | 3 - 3 (3-4 dcr) | Maceratese      |
| Casertana      | 3 - 2 (dts)     | Tuttocuoio      |
| Carrarese      | 1 - 2 (dts)     | Arezzo          |
| Pordenone      | 5 - 2           | Grosseto        |
| Bassano Virtus | 1 - 1 (5-3 dcr) | Fidelis Andria  |
| Siena          | 0 - 3           | Messina         |

Note
1. 1 2  Inversione di campo rispetto all'esito del sorteggio.

#### Secondo turno
| Squadra 1      | Risultato       | Squadra 2   |
| -------------- | --------------- | ----------- |
| Bari           | 1 - 0           | Cosenza     |
| Spezia         | 1 - 0           | Modena      |
| Virtus Entella | 2 - 0           | Ancona      |
| Novara         | 2 - 1           | Juve Stabia |
| Latina         | 1 - 0           | Matera      |
| Pro Vercelli   | 3 - 1           | Reggiana    |
| Brescia        | 0 - 2           | Pisa        |
| Benevento      | 0 - 0 (2-4 dcr) | Salernitana |
| Cittadella     | 1 - 2 (dts)     | Cremonese   |
| Frosinone      | 3 - 0           | Como        |
| Trapani        | 3 - 0           | Seregno     |
| Verona         | 2 - 1           | Foggia      |
| Ascoli         | 2 - 2 (6-7 dcr) | Lecce       |
| Perugia        | 1 - 0           | Alessandria |
| Carpi          | 3 - 2           | Maceratese  |
| L.R. Vicenza   | 4 - 2           | Casertana   |
| Cesena         | 2 - 0           | Arezzo      |
| Ternana        | 2 - 0 (dts)     | Pordenone   |
| Bassano Virtus | 2 - 0           | Avellino    |
| SPAL           | 2 - 0           | Messina     |

Note
1. 1 2  Inversione di campo rispetto all'esito del sorteggio.

#### Terzo turno
| Squadra 1   | Risultato       | Squadra 2      |
| ----------- | --------------- | -------------- |
| Palermo     | 1 - 0 (dts)     | Bari           |
| Udinese     | 2 - 3           | Spezia         |
| Chievo      | 3 - 0           | Virtus Entella |
| Novara      | 1 - 0 (dts)     | Latina         |
| Torino      | 4 - 1           | Pro Vercelli   |
| Salernitana | 1 - 1 (3-4 dcr) | Pisa           |
| Atalanta    | 3 - 0           | Cremonese      |
| Pescara     | 2 - 0           | Frosinone      |
| Bologna     | 2 - 0           | Trapani        |
| Verona      | 2 - 1           | Crotone        |
| Genoa       | 3 - 2           | Lecce          |
| Perugia     | 2 - 1           | Carpi          |
| Empoli      | 2 - 0           | L.R. Vicenza   |
| Cesena      | 2 - 0           | Ternana        |
| Sampdoria   | 3 - 0           | Bassano Virtus |
| Cagliari    | 5 - 1           | SPAL           |

Note
1. 1 2  Inversione di campo rispetto all'esito del sorteggio.

#### Quarto turno
| Squadra 1 | Risultato       | Squadra 2 |
| --------- | --------------- | --------- |
| Palermo   | 0 - 0 (4-5 dcr) | Spezia    |
| Chievo    | 3 - 0           | Novara    |
| Torino    | 4 - 0 (dts)     | Pisa      |
| Atalanta  | 3 - 0           | Pescara   |
| Bologna   | 4 - 0           | Verona    |
| Genoa     | 4 - 3 (dts)     | Perugia   |
| Empoli    | 1 - 2 (dts)     | Cesena    |
| Sampdoria | 3 - 0           | Cagliari  |

### Fase finale

#### Ottavi di finale
| Squadra 1  | Risultato   | Squadra 2 |
| ---------- | ----------- | --------- |
| Napoli     | 3 - 1       | Spezia    |
| Fiorentina | 1 - 0       | Chievo    |
| Milan      | 2 - 1       | Torino    |
| Juventus   | 3 - 2       | Atalanta  |
| Inter      | 3 - 2 (dts) | Bologna   |
| Lazio      | 4 - 2       | Genoa     |
| Sassuolo   | 1 - 2       | Cesena    |
| Roma       | 4 - 0       | Sampdoria |

#### Quarti di finale
| Squadra 1 | Risultato | Squadra 2  |
| --------- | --------- | ---------- |
| Napoli    | 1 - 0     | Fiorentina |
| Juventus  | 2 - 1     | Milan      |
| Inter     | 1 - 2     | Lazio      |
| Roma      | 2 - 1     | Cesena     |

#### Semifinali
| Squadra 1 | Totale | Squadra 2 | Andata | Ritorno |
| --------- | ------ | --------- | ------ | ------- |
| Juventus  | 5 - 4  | Napoli    | 3 - 1  | 2 - 3   |
| Lazio     | 4 - 3  | Roma      | 2 - 0  | 2 - 3   |

#### Finale
| Arbitro: | Tagliavento (Terni) |

|                            |           |  |
| Dani Alves 12’ Bonucci 24’ | Marcatori |  |

| Juventus | Lazio |

|                      |    |                       |     |     |
|                      |    |                       |     |     |
| P                    | 25 | Norberto Neto         |     |     |
| D                    | 15 | Andrea Barzagli       |     |     |
| D                    | 19 | Leonardo Bonucci      |     |     |
| D                    | 3  | Giorgio Chiellini (c) |     |     |
| C                    | 23 | Dani Alves            | 86’ |     |
| C                    | 8  | Claudio Marchisio     |     |     |
| C                    | 28 | Tomás Rincón          |     |     |
| C                    | 12 | Alex Sandro           |     |     |
| A                    | 21 | Paulo Dybala          |     | 78’ |
| A                    | 17 | Mario Mandžukić       |     |     |
| A                    | 9  | Gonzalo Higuaín       |     |     |
| Sostituti:           |    |                       |     |     |
| P                    | 1  | Gianluigi Buffon      |     |     |
| P                    | 32 | Emil Audero           |     |     |
| D                    | 4  | Medhi Benatia         |     |     |
| A                    | 7  | Juan Cuadrado         |     |     |
| D                    | 14 | Federico Mattiello    |     |     |
| C                    | 18 | Mario Lemina          |     | 78’ |
| C                    | 22 | Kwadwo Asamoah        |     |     |
| D                    | 26 | Stephan Lichtsteiner  |     |     |
| C                    | 27 | Stefano Sturaro       |     |     |
| A                    | 34 | Moise Kean            |     |     |
| A                    | 46 | Mehdi Léris           |     |     |
| Allenatore:          |    |                       |     |     |
| Massimiliano Allegri |    |                       |     |     |

|                |    |                         |  |     |
|                |    |                         |  |     |
| P              | 1  | Thomas Strakosha        |  |     |
| D              | 13 | Wallace                 |  |     |
| D              | 3  | Stefan de Vrij          |  | 69’ |
| D              | 15 | Bastos                  |  | 53’ |
| C              | 8  | Dušan Basta             |  |     |
| C              | 16 | Marco Parolo            |  | 21’ |
| C              | 20 | Lucas Biglia (c)        |  |     |
| C              | 21 | Sergej Milinković-Savić |  |     |
| C              | 19 | Senad Lulić             |  |     |
| A              | 17 | Ciro Immobile           |  |     |
| A              | 14 | Keita Baldé             |  |     |
| Sostituti:     |    |                         |  |     |
| P              | 31 | Marius Adamonis         |  |     |
| P              | 55 | Ivan Vargić             |  |     |
| D              | 2  | Wesley Hoedt            |  |     |
| D              | 4  | Patric                  |  |     |
| A              | 9  | Filip Đorđević          |  |     |
| C              | 10 | Felipe Anderson         |  | 53’ |
| A              | 11 | Luca Crecco             |  |     |
| C              | 18 | Luis Alberto            |  | 69’ |
| A              | 25 | Cristiano Lombardi      |  |     |
| D              | 26 | Ștefan Radu             |  | 21’ |
| A              | 71 | Mamadou Tounkara        |  |     |
| C              | 96 | Alessandro Murgia       |  |     |
| Allenatore:    |    |                         |  |     |
| Simone Inzaghi |    |                         |  |     |

## Tabellone (fase finale)
|  | Ottavi di finale | Ottavi di finale |   |          | Quarti di finale | Quarti di finale |  |          | Semifinali | Semifinali | Semifinali | Semifinali |  |          | Finale | Finale |
|  |                  |                  |   |          |                  |                  |  |          |            |            |            |            |  |          |        |        |
|  | Juventus         | 3                |   |          |                  |                  |  |          |            |            |            |            |  |          |        |        |
|  | Atalanta         | 2                |   |          |                  |                  |  |          |            |            |            |            |  |          |        |        |
|  | Atalanta         | 2                |   | Juventus | 2                |                  |  |          |            |            |            |            |  |          |        |        |
|  |                  |                  |   | Juventus | 2                |                  |  |          |            |            |            |            |  |          |        |        |
|  |                  | Milan            | 1 |          |                  |                  |  |          |            |            |            |            |  |          |        |        |
|  | Milan            | Milan            | 1 | 2        |                  |                  |  |          |            |            |            |            |  |          |        |        |
|  | Milan            |                  |   | 2        |                  |                  |  |          |            |            |            |            |  |          |        |        |
|  | Torino           | 1                |   |          |                  |                  |  |          |            |            |            |            |  |          |        |        |
|  | Torino           | 1                |   |          |                  |                  |  | Juventus | 3          | 2          | 5          |            |  |          |        |        |
|  |                  |                  |   |          |                  |                  |  | Juventus | 3          | 2          | 5          |            |  |          |        |        |
|  |                  | Napoli           | 1 | 3        | 4                |                  |  |          |            |            |            |            |  |          |        |        |
|  | Napoli           | Napoli           | 1 | 3        | 4                | 3                |  |          |            |            |            |            |  |          |        |        |
|  | Napoli           |                  |   |          |                  | 3                |  |          |            |            |            |            |  |          |        |        |
|  | Spezia           | 1                |   |          |                  |                  |  |          |            |            |            |            |  |          |        |        |
|  | Spezia           | 1                |   | Napoli   | 1                |                  |  |          |            |            |            |            |  |          |        |        |
|  |                  |                  |   | Napoli   | 1                |                  |  |          |            |            |            |            |  |          |        |        |
|  |                  | Fiorentina       | 0 |          |                  |                  |  |          |            |            |            |            |  |          |        |        |
|  | Fiorentina       | Fiorentina       | 0 | 1        |                  |                  |  |          |            |            |            |            |  |          |        |        |
|  | Fiorentina       |                  |   | 1        |                  |                  |  |          |            |            |            |            |  |          |        |        |
|  | Chievo           | 0                |   |          |                  |                  |  |          |            |            |            |            |  |          |        |        |
|  | Chievo           | 0                |   |          |                  |                  |  |          |            |            |            |            |  | Juventus | 2      |        |
|  |                  |                  |   |          |                  |                  |  |          |            |            |            |            |  | Juventus | 2      |        |
|  |                  | Lazio            | 0 |          |                  |                  |  |          |            |            |            |            |  |          |        |        |
|  | Inter (dts)      | Lazio            | 0 | 3        |                  |                  |  |          |            |            |            |            |  |          |        |        |
|  | Inter (dts)      |                  |   | 3        |                  |                  |  |          |            |            |            |            |  |          |        |        |
|  | Bologna          | 2                |   |          |                  |                  |  |          |            |            |            |            |  |          |        |        |
|  | Bologna          | 2                |   | Inter    | 1                |                  |  |          |            |            |            |            |  |          |        |        |
|  |                  |                  |   | Inter    | 1                |                  |  |          |            |            |            |            |  |          |        |        |
|  |                  | Lazio            | 2 |          |                  |                  |  |          |            |            |            |            |  |          |        |        |
|  | Lazio            | Lazio            | 2 | 4        |                  |                  |  |          |            |            |            |            |  |          |        |        |
|  | Lazio            |                  |   | 4        |                  |                  |  |          |            |            |            |            |  |          |        |        |
|  | Genoa            | 2                |   |          |                  |                  |  |          |            |            |            |            |  |          |        |        |
|  | Genoa            | 2                |   |          |                  |                  |  | Lazio    | 2          | 2          | 4          |            |  |          |        |        |
|  |                  |                  |   |          |                  |                  |  | Lazio    | 2          | 2          | 4          |            |  |          |        |        |
|  |                  | Roma             | 0 | 3        | 3                |                  |  |          |            |            |            |            |  |          |        |        |
|  | Roma             | Roma             | 0 | 3        | 3                | 4                |  |          |            |            |            |            |  |          |        |        |
|  | Roma             |                  |   |          |                  | 4                |  |          |            |            |            |            |  |          |        |        |
|  | Sampdoria        | 0                |   |          |                  |                  |  |          |            |            |            |            |  |          |        |        |
|  | Sampdoria        | 0                |   | Roma     | 2                |                  |  |          |            |            |            |            |  |          |        |        |
|  |                  |                  |   | Roma     | 2                |                  |  |          |            |            |            |            |  |          |        |        |
|  |                  | Cesena           | 1 |          |                  |                  |  |          |            |            |            |            |  |          |        |        |
|  | Sassuolo         | Cesena           | 1 | 1        |                  |                  |  |          |            |            |            |            |  |          |        |        |
|  | Sassuolo         |                  |   | 1        |                  |                  |  |          |            |            |            |            |  |          |        |        |
|  | Cesena           | 2                |   |          |                  |                  |  |          |            |            |            |            |  |          |        |        |

## Classifica marcatori
Dati aggiornati al 17 maggio 2017.
| Gol | Rigori | Minuti giocati | Giocatore               | Squadra.       |
| --- | ------ | -------------- | ----------------------- | -------------- |
| 4   |        | 90'            | Marco Borriello         | Cagliari       |
| 4   |        | 277'           | Goran Pandev            | Genoa          |
| 4   | 2      | 367'           | Paulo Dybala            | Juventus       |
| 3   |        | 164'           | Stefano Del Sante       | Juve Stabia    |
| 3   |        | 318'           | Sergej Milinković-Savić | Lazio          |
| 3   |        | 360'           | Gonzalo Higuaín         | Juventus       |
| 3   |        | 394'           | Ciro Immobile           | Lazio          |
| 3   | 1      | 90'            | Luca Cognigni           | Ancona         |
| 2   |        | 16'            | Rolando Bianchi         | Perugia        |
| 2   |        | 43'            | Alessio Viola           | Foggia         |
| 2   |        | 83'            | Valerio Verre           | Pescara        |
| 2   |        | 120'           | Giuseppe Meloni         | Campodarsego   |
| 2   |        | 135'           | Lucas Boyé              | Torino         |
| 2   |        | 140'           | Caio De Cenco           | Trapani        |
| 2   |        | 149'           | Nicola Ciccone          | Messina        |
| 2   |        | 157'           | Patrik Schick           | Sampdoria      |
| 2   |        | 159'           | Mohamed Salah           | Roma           |
| 2   |        | 161'           | Luis Muriel             | Sampdoria      |
| 2   |        | 175'           | Emanuele Berrettoni     | Pordenone      |
| 2   |        | 176'           | Tommy Maistrello        | Bassano Virtus |
| 2   |        | 177'           | Angelo Raffaele Nolé    | Reggiana       |
| 2   |        | 210'           | Alex Sirri              | Arezzo         |
| 2   |        | 210'           | Gianluca Turchetta      | Maceratese     |
| 2   |        | 227'           | Andrea Belotti          | Torino         |
| 2   |        | 241'           | Stephan El Shaarawy     | Roma           |
| 2   |        | 245'           | Filippo Porcari         | Cremonese      |
| 2   |        | 246'           | Stefano Scappini        | Cremonese      |
| 2   |        | 281'           | Franco Lepore           | Lecce          |
| 2   |        | 300'           | Andrea Brighenti        | Cremonese      |
| 2   |        | 300'           | José María Callejón     | Napoli         |
| 2   |        | 314'           | Edin Džeko              | Roma           |
| 2   |        | 315'           | Radja Nainggolan        | Roma           |
| 2   | 1      | 72'            | Massimo Maccarone       | Empoli         |
| 2   | 1      | 90'            | Vito Falconieri         | Grosseto       |
| 2   | 1      | 180'           | Andrea Catellani        | Carpi          |
| 2   | 1      | 205'           | Adem Ljajić             | Torino         |
| 2   | 1      | 210'           | Rachid Arma             | Pordenone      |
| 2   | 1      | 259'           | Camillo Ciano           | Cesena         |
| 2   | 1      | 281'           | Miralem Pjanić          | Juventus       |
| 2   | 2      | 135'           | Francesco Giorno        | Casertana      |